# 驿城路站
驿城路站，工程名为新风路风井，是杭州地铁19号线的一座车站，位于中华人民共和国浙江省杭州市上城区笕桥街道新风路与驿城路交叉口北侧绿地内，车站呈东西向布置。本站在环评阶段并未作为一个车站出现，后作为杭州地铁3号线一期工程潮王路站～西湖文化广场站区间地下连接工程的一部分按车站规模进行施工。因尚未进行评审，本站未能于2022年9月22日开通，后于2023年11月30日开通运营。本站未来与建设中的地铁18号线换乘。

## 车站结构
本站为地下四层岛式车站，双柱三跨箱型框架结构，长176m，宽23.3m。结构顶、底板采用外包防水，设置外包防水层，侧墙采用结构自防水。车站外挂风井及出入口附属，设两个风亭组。基坑开挖深度约31m，选用1200mm厚（端头井为1500mm）地下连续墙作为车站主体围护结构。主体结构一般段覆土为3m，竖向共设置9道支撑+下三层中板逆做，其中一、三、五道支撑为钢筋砼支撑，其余为钢管支撑。

### 楼层分布
| 1层  | 地面               | 出入口                                  |  |  |
| -1层 | 站厅               | 自动售票机、客服中心、安检通道          |  |  |
| -4层 |                    | █ 19号线 往火车西站（西湖文化广场）     |  |  |
|      | 岛式站台，左侧开门 |                                         |  |  |
|      |                    | █ 19号线 往永盛路（火车东站（东广场）） |  |  |

## 出入口
本站设4个出入口、1个消防出入口、1个紧急疏散口，风亭2组6个，另有无障碍电梯一部（与A出入口合建）。
| 编号                        | 位置                   | 建议前往的目的地 |
| --------------------------- | ---------------------- | ---------------- |
| A                           | 驿城路西侧             |                  |
| B                           | 新风路北侧             |                  |
| C                           | 新风路南侧、驿城路西侧 |                  |
| D                           | 新风路北侧、驿城路东侧 |                  |
| 註： 设有卫生间 \| 设有电梯 |                        |                  |

## 车站设计
驿城路站装修设计以“宋瓷神韵”为主题，提取杭州宋瓷为元素对空间进行设计，轻巧悦目，式样美观多样，体现具有江南韵味的传统手工艺术瓷器的传承和观赏性。
- 站台
- 站台
- 站厅
- 站厅
- 站厅
- 站厅天花板细节
- 大字壁
- 预留扶梯通往18号线换乘通道